# Brutus (Ciceró)
Brutus és un tractat de retòrica de l'escriptor i polític romà Ciceró. Va escriure diversos tractats teòrics de retòrica, entre ells Orator, De Oratore, Topica,... i Brutus. El títol Brutus li ve del nom d'un dels personatges d'aquesta obra, Brutus, un jove amic de Ciceró que despuntava en eloqüència. Aquesta obra és comunament subtitulada com a De illustribus oratoribus o De oratoribus claris, és a dir, "sobre els oradors distingits". Està compost com un diàleg entre tres personatges, Brutus, Àtic i el mateix Ciceró.

## Context
Ciceró va viure una època turbulenta i plena de conflictes. Aquesta obra va ser escrita durant els primers mesos de l'any 46 aC, en plena Guerra Civil, mentre Cèsar conduïa les tropes cap a la victòria de la batalla de Tapsos, fent la derrota de Pompeu cada cop més propera. Van ser uns anys difícils per a l'orador, perquè va veure com va desaparèixer la seva llibertat política i la seva habilitat per a l'eloqüència restava sense poder-se utilitzar: no es podien donar discursos al fòrum. Pocs anys després, al 44 aC, el mateix Brutus serà qui, juntament amb la resta de senadors, assassinarà el dictador Juli Cèsar.

## Estructura i temes
És una obra escrita en prosa, en forma de diàleg entre Brutus, Àtic i Ciceró. L'autor reuneix al llarg del tractat nombrosos personatges històrics que havien necessitat l'ús de l'oratòria, tots ells oradors morts, amb l'objectiu d'observar les qualitats oratòries que posseïen o no i exemplificar fins a quin punt s'apropaven a la figura de l'orador perfecte. Es divideix en 333 seccions, repartides en 97 capítols. Es divideix en tres parts: una introducció o proemi (seccions 1-51), el desenvolupament, amb l'enumeració dels oradors, les comparacions i les seves argumentacions (seccions 52-329) i l'epíleg (seccions 330-333).

### Proemi
Ciceró es lamenta per la mort d'Hortensi, caigut durant la guerra civil. S'estableix el diàleg entre Àtic, Brutus i Ciceró, que havien anat a visitar a l'orador a casa seva. Aquest resumeix la història de l'art de l'oratòria grega, centrant-se en els oradors de l'Àtica.

### Desenvolupament
Exposa cronològicament l'oratòria romana. En els orígens d'aquesta va haver-hi alguns personatges assenyalats, però el primer orador va ser Ceteg, cònsol el 204 aC. A continuació anomena els millors oradors de cada moment, dos per època, que formen un conjunt dels sis millors oradors romans. Aquests són Cató el Vell, Galba, els germans Gracs, Cras, Cota i finalment Hortensi, que va ser el millor orador que va haver-hi, ja que reunia les qualitats necessàries per a l'oratòria. Enumera altres oradors, menys importants, fins que es presenta a si mateix com un orador millor que Hortensi i, per extensió, millor orador que cap altre en la història de l'eloqüència romana.

### Epíleg
L'eloqüència és la principal víctima de la guerra civil que estan patint i Ciceró es lamenta d'aquest fet. Encoratja Brutus, un jove culte i eloqüent, sobre el qual posa les seves esperances, perquè aquest sigui qui salvi l'Estat i porti la llibertat.